# Emanuel Aeschlimann
Emanuel Aeschlimann (* 19. Dezember 1751 in Burgdorf; † 23. April 1832 ebenda) war der erste Hafner und Ofenbauer einer bedeutenden Burgdorfer Hafnerdynastie.

## Leben
Emanuel Aeschlimann war der Sohn des Glasers Wilhelm Aeschlimann (1695–1759), der seit 1742 in zweiter Ehe mit einer Maria Catharina Fankhauser verheiratet war. Wo er seine Lehr- und Wanderzeit verbrachte, ist nicht bekannt. Seit 1776 war er mit Anna Ingold von Inkwil (18. Februar 1753 – 19. März 1796) verheiratet. Die Wohnung und damit wohl auch die Werkstatt befanden sich möglicherweise ab 1775 in der Burgdorfer Oberstadt am Milchgässli, westlich der Oberen Badstube (heute Grabenstrasse), in einem Haus, das vorher dem Hafner Johann Heinrich Gammeter, d. Ä. (1675–1746) bzw. seiner Witwe Anna Gränicher gehörte. Seit einem unbekannten Zeitpunkt vor 1794/1795 war er im «Pleinpied im städtischen Gebäude neben dem Rütschelenwaschhaus» eingemietet.
Am 6. April 1777 wurde den Eltern Emanuel Aeschlimann und Anna Ingold ein Sohn Johann Heinrich getauft, der später ebenfalls Hafner wurde. Emanuel Aeschlimann war 1787 in der Kirche Seeberg Pate von Johann Jakob Grütter (1787–1864), dem späteren Hafner und Kachelofenbauer. Seit 1789/1791 lässt sich belegen, dass Emanuel Aeschlimann auch Torwärter am Rütschelentor war, eine Funktion, die er nach den Archivalien offenbar bis an sein Lebensende behielt und zeitweise sogar mit einer Wohnung auf dem Rütschelentor verband. 1794/1795 erbaute er eine neue Werkstatt unmittelbar am Rütschelentor (heute Rütschelengasse 23). Möglicherweise war der Platz vor der neuen Werkstatt etwas begrenzt (Abb. 7), denn bereits in den Bauamtsauflagen von 1795 stand, dass die Passage vor dem Rütschelentor nicht versperrt werden dürfe. Spätestens ab 1798 führte der Sohn Johann Heinrich Aeschlimann (1777–1828) die Werkstatt. Im November 1818 wurden die Töchter und die Magd von Hafner Emanuel Aeschlimann, wohnhaft auf dem Rütschelentor, dabei erwischt, wie sie auf dem Binzberg «Buchnüsse» (Bucheckern) auflasen, obwohl dies in den städtischen Waldungen verboten war. Mit den Bucheckern konnte man die eigenen Schweine füttern oder sie auch zu Öl pressen lassen. Sie lieferten also einen Beitrag zur möglicherweise prekären wirtschaftlichen Situation des Haushaltes. Emanuel Aeschlimann durfte am 20. November 1829 noch erleben, dass sein Enkel Heinrich Aeschlimann, Hafnermeister (1806–1866), den Burgereid auf der Pfisternzunft leistete.

## Werk

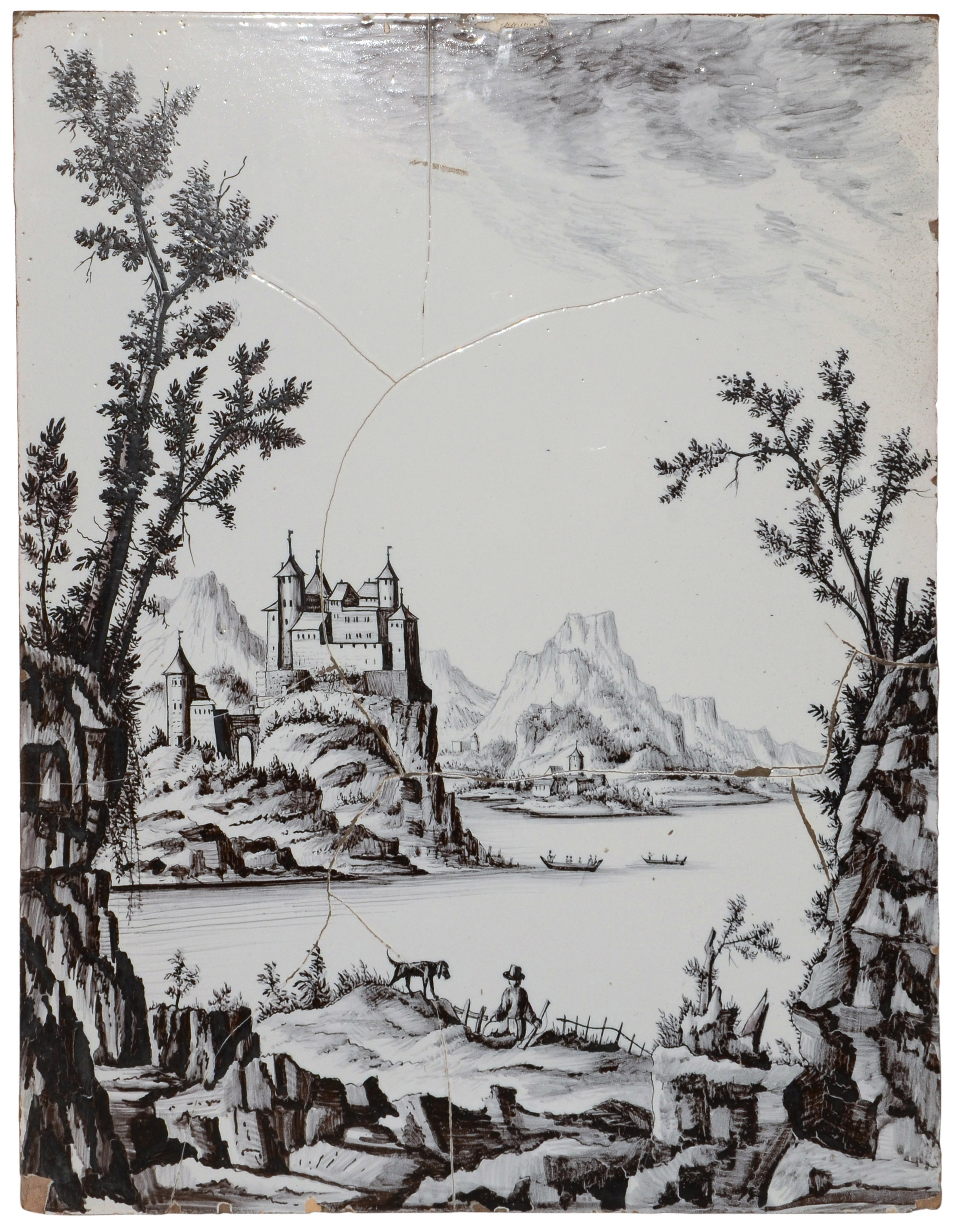
Ofenkachel von Emanuel Aeschlimann, um 1780
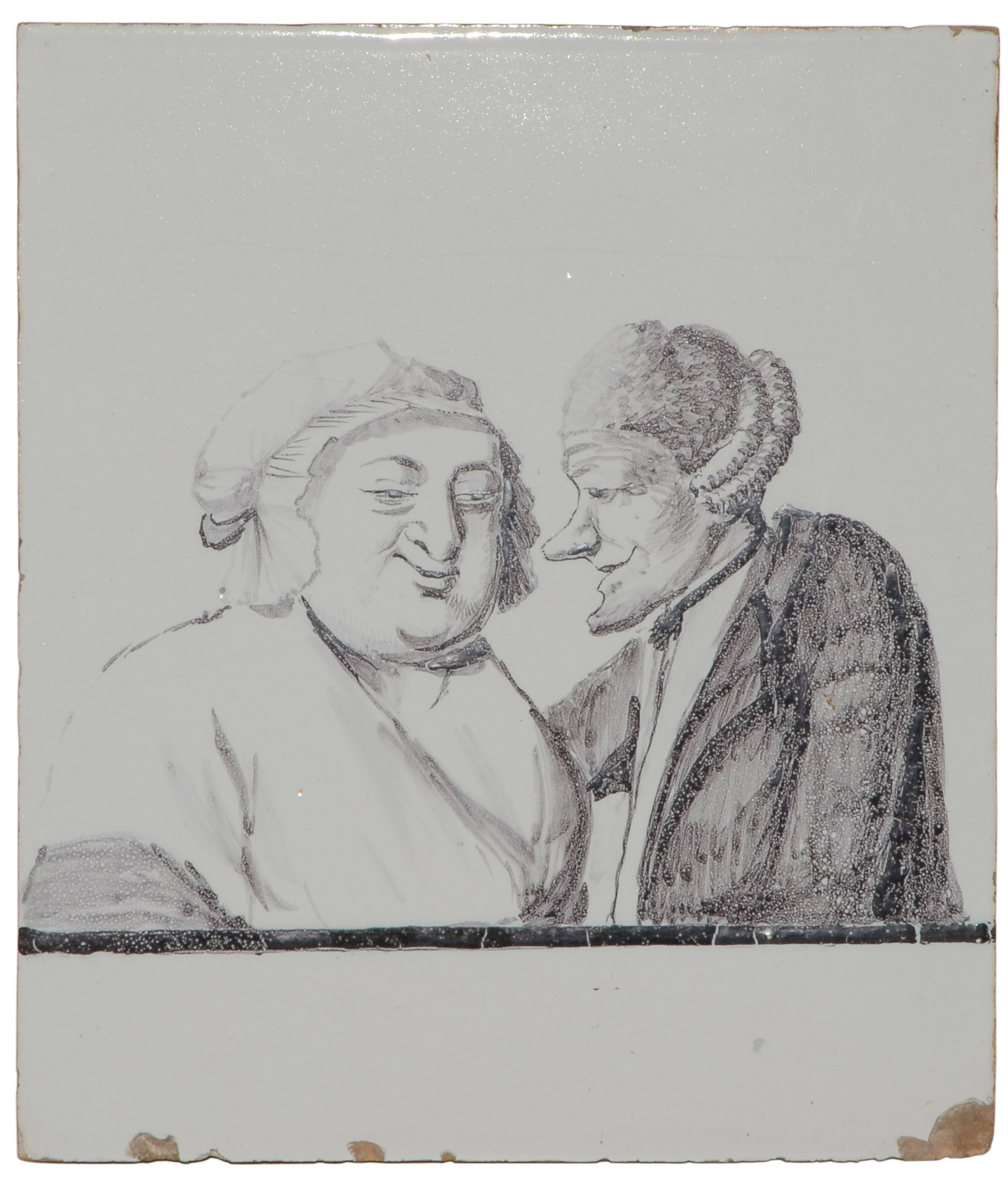
Ofenkachel von Emanuel Aeschlimann, um 1780
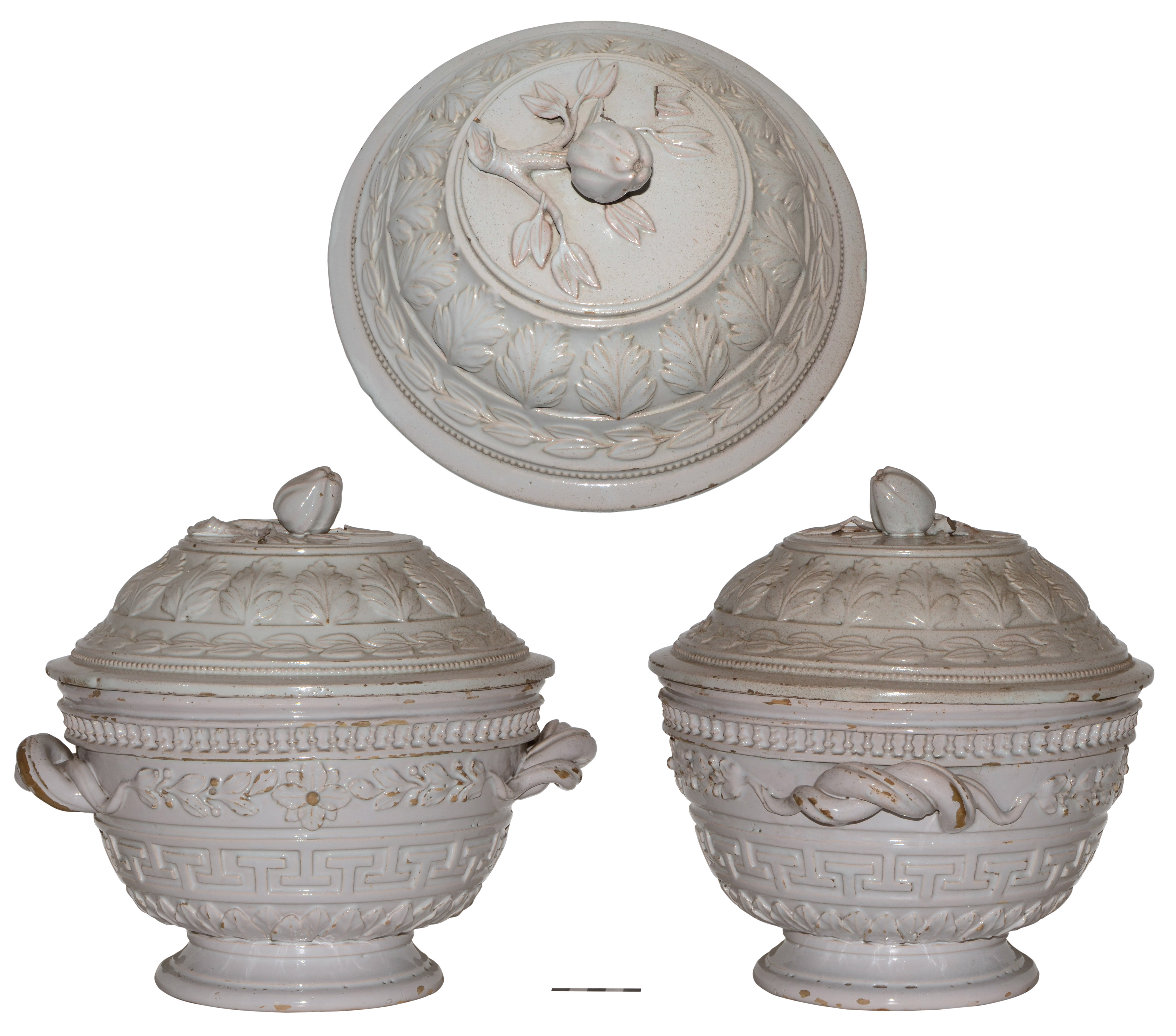
Terrine von Emanuel Aeschlimann, um 1780/1790

Produkte von Emanuel Aeschlimann haben sich nur in geringem Umfang erhalten. Dazu zählen aufgrund familiärer Tradition drei ungewöhnliche Objekte – zwei Ofenkacheln und eine Terrine –, die im Jahr 1899 durch seinen Urenkel Arthur Aeschlimann (1842–1908) dem Burgdorfer Rittersaalverein übergeben wurden. Die erste Kachel trägt eine Fayenceglasur mit manganschwarzer Bemalung. Mit 59 × 46 cm hat sie ganz ungewöhnliche Dimensionen, zu denen man sich in dieser Zeit keinen Kachelofen so recht vorzustellen vermag. Ob es sich um ein Meister- oder Gesellenstück handelt, um die malerischen Fähigkeiten zu belegen? Die Kachel zeigt eine der typischen, phantastisch-romantischen Landschaftsdarstellungen mit Seen, Bergen, Burgen, Jäger und Hund, wie man sie im Kanton Bern in den 1780er- und 1790er-Jahren noch erwarten kann. Die zweite Ofenkachel ist mit der Darstellung eines Paares bemalt. Sie misst 27 × 23 cm. Ob es sich hierbei wohl um die Eltern des ersten Hafners handelt? Oder liegt ein eher karikaturistisches Selbstporträt mit Ehefrau vor? Noch ungewöhnlicher ist die grosse und schwere, plastisch verzierte, mit weisser Fayenceglasur überzogene Suppenschüssel oder Terrine, die einen maximalen Durchmesser von 35 cm aufweist. Stilistisch kann sie dem vorrevolutionären Empire, dem Stil Ludwigs XVI., zugeordnet werden. Ähnliche plastische Fruchtgriffe gehen jedoch auf ältere Vorbilder noch aus der Zeit des Rokoko zurück. Innovative Hafner und andere Handwerker, wie z. B. Möbelschreiner, richteten sich auch im Kanton Bern, sofern von ihren Kunden verlangt, sehr rasch auf die neuen von Paris ausgehenden Kunst- und Dekorstile aus. Grösse und dekorativer Aufwand der Suppenschüssel lassen an ein Meisterstück denken. Aus den Museen der Deutschschweiz sind keine auch nur annähernd vergleichbaren Suppenschüsseln bekannt.